# Paraćin
Paraćin (serbo: Параћин) è una città e una municipalità del distretto di Pomoravlje nella parte centro-orientale della Serbia centrale. È situata lungo la valle del fiume Velika Morava, a nord di Kruševac e a sud-est di Kragujevac. Nel centro della città passa il fiume Crnica che divide la città nella sua parte nord e sud.
È una città industriale che ospita aziende produttrici di vetro e cemento. È una delle poche città dopo la caduta di Milošević guidata continuativamente fino ad oggi dal Partito Democratico. È una delle città più sviluppate dal punto di vista organizzativo.
È sede delle varie scuole superiori e come tale rappresenta un centro del distretto di Pomoravlje per l'istruzione giovanile.